# 136. østlige længdekreds
Den 136. østlige længdekreds (eller 136 grader østlig længde) er en længdekreds, der ligger 136 grader øst for nulmeridianen. Den løber gennem Ishavet, Asien, Stillehavet, Australasien, det Indiske Ocean, det Sydlige Ishav og Antarktis.